# 精霊流し

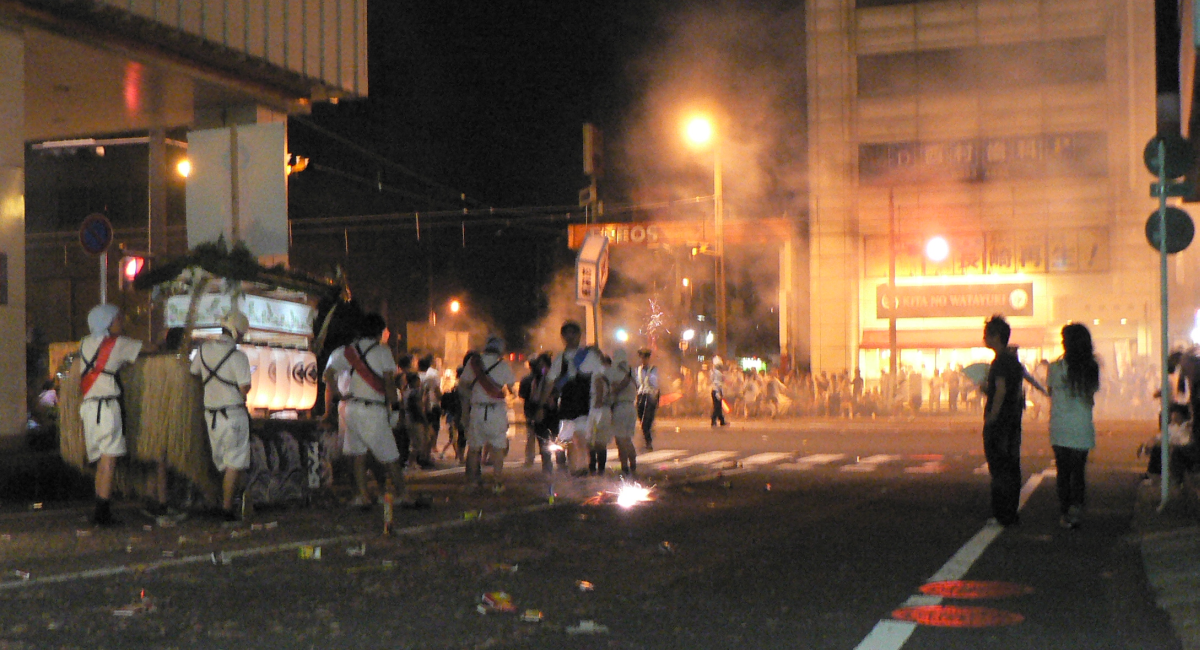
長崎市の五島町交差点に辿り着いた精霊船。大量の爆竹による煙が辺りを覆う。

精霊流し（しょうろうながし）は、長崎県の各地、熊本県の一部及び佐賀市でお盆に行われる、死者の魂を弔って送る行事のこと。

## 概要
お盆に行われる伝統行事である。すなわち仏教に基づき、故人を追悼する。長崎市を始め、長崎県内各地で行われる（ただし、県内でも海から遠い波佐見町等にはこの風習はない）。隣県である佐賀県の佐賀市や、熊本県の熊本市、御船町などにも同様の風習が見られる。
初盆を迎えた故人の家族らが、盆提灯や造花などで飾られた精霊船（しょうろうぶね）と呼ばれる船に故人の霊を乗せて、「流し場」と呼ばれる終着点まで運ぶ。
毎年8月15日の夕刻から開催され、爆竹の破裂音・鉦の音・掛け声が交錯する喧騒の中で行われる。精霊船は山車（だし）を連想させる華美なものであり、見物客が集まる。「祭り」と誤解されることもあるが、あくまでも故人を追悼する仏教の行事である。
初盆でない場合は精霊船は作らず、藁を束ねた小さな菰（こも）に花や果物などの供物を包み、流し場に持っていく。
精霊船や供物は、以前は実際に海へと流されていたが、長崎市では1871年（明治4年）に禁止された。精霊船も水に浮かぶような構造にはなっていない。現在でも島原市、西海市、松浦市、五島市などでは、実際に川面や海上に浮かべることもある。
熊本県御船町の精霊流しは、8月16日の夕刻から開催され、大小さまざまな精霊船が数人の引手と共に川の中に入り、2百メートルほど流された後、そのまま川の中で燃やされるという形が続いている。
佐賀市では8月15日の夕刻から河港のあった今宿町などで行われ100年以上の歴史があったが、2009年に地域の高齢化による担い手不足から中止となっている。佐賀市久保田町の嘉瀬川や佐賀県護国神社沿いの多布施川などでも行われているが、それぞれ1989年（嘉瀬川）、2011年（多布施川）開始と歴史は浅い。
長崎市には長崎くんちという祭りがあり、精霊船の造りはくんちの出し物の一つである曳物に似ている。曳物は山車を引き回すことがパフォーマンスで行われており、精霊流しの際もそれを真似て精霊船を引き回すことが一部で行われている。この行為は一般的には好ましい行為と見られておらず、警察も精霊船を回す行為には制止を行っている。郷土史家の越中哲也は、長崎放送の録画中継の中で「難破船になるですばい」と毎年、出演の度に「悪しき行為」と解説している。

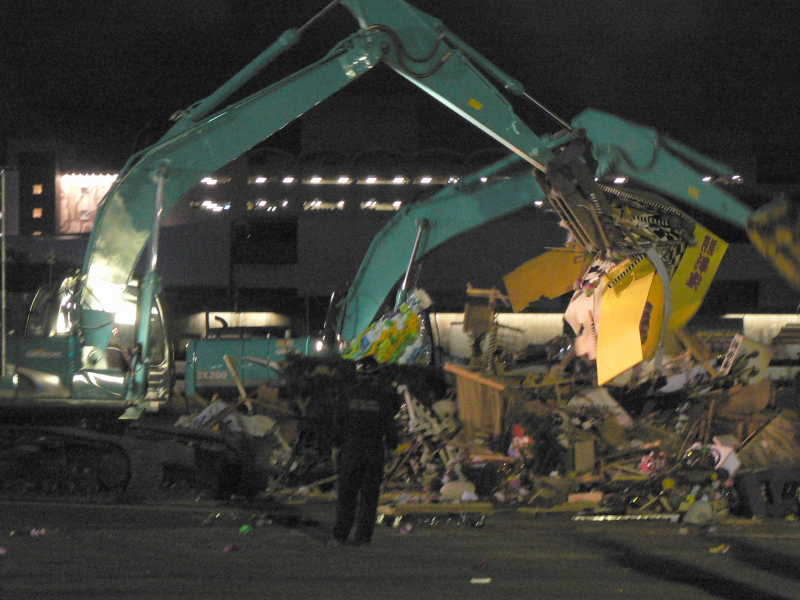
長崎市の尾上流し場で解体される精霊船

代表的な流し場である長崎市の大波止には、精霊船を解体する重機が置かれている。家族、親類らにより、盆提灯や遺影、位牌など、家に持ち帰る品々が取り外され、船の担ぎ（曳き）手の合掌の中、その場で解体される。

## 精霊船

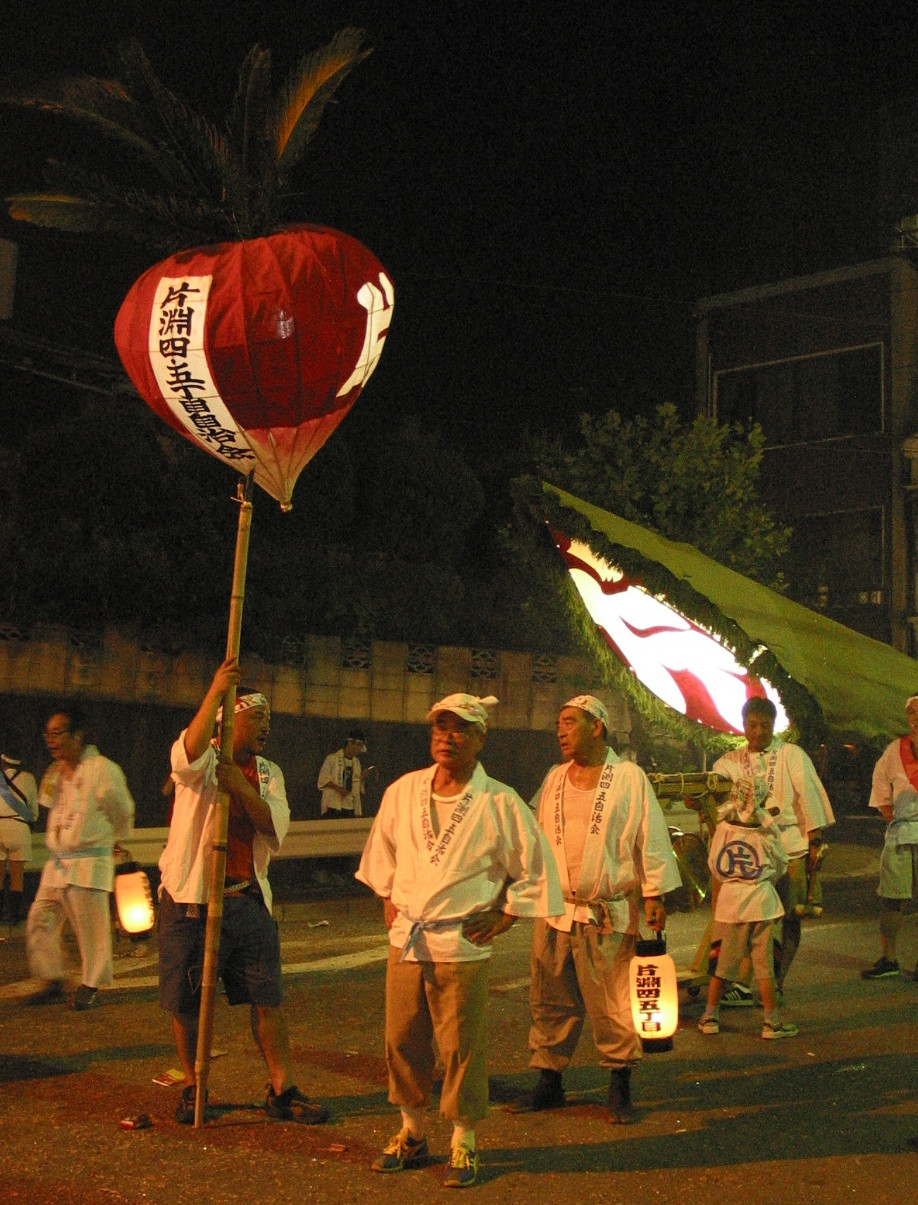
もやい船の印灯篭

精霊船は大きく2つに分けることができる。個人船と、「もやい船」と呼ばれる自治会など地縁組織が合同で出す船である。個人で精霊船を流すのが一般的になったのは、戦後のことである。昭和30年代以前は「もやい船」が主流であり、個人で船を1艘造るのは、富裕層に限られた。
もやい船、個人船に限らず、「大きな船」「立派な船」を出すことが、ステータスと考えている人もいる。現代でも「もやい船」の伝統は息づいており、自治会で流す船のほか、病院や葬祭業者が音頭を取り、流す船もある。また、人だけでなく、ペットのために流す船もある。
流し場までの列は家紋入りの提灯を持った喪主や、町の提灯を持った責任者を先頭に、長い竿の先に趣向を凝らした灯篭をつけた「印灯篭」と呼ばれる目印を持った若者、鉦、その後に、揃いの白の法被で決めた大人が数人がかりで担ぐ精霊船が続く（「担ぐ」といっても船の下に車輪をつけたものが多く、実際には「曳く」ことが多い）。
精霊流しは午後5時頃から10時過ぎまでかかることも珍しくないため、多くの船は明かりが灯るように制作されている。一般的な精霊船では提灯に電球を組み込み、船に積んだバッテリーで点灯させる。小型な船や一部の船ではロウソクを用いるが、振動により引火する危険があるため、電球を用いることが多い。また、数十メートルの大型な船では、発電機を搭載する大がかりな物もある。材質は木製のものが多いが、特に決まりはなく、チガヤ（西海市柳地区など）や強化段ボールなどが利用される場合もある。
精霊船は「みよし」と呼ばれる舳先に家紋や苗字（○○家）、もやい船の場合は町名が書かれている。船橋の部分には位牌と遺影、供花が飾られ、盆提灯で照らされる。仏画や「南無阿弥陀仏」の名号を書いた帆がつけられることが多い。
印灯篭は船ごとに異なる。もやい船の場合はその町のシンボルになるものがデザインされている（例：町内に亀山社中跡がある自治会は坂本龍馬を描いている）。個人船の場合は家紋や故人の人柄を示すもの（例：将棋が好きだった人は将棋の駒、幼児の場合は好きだったアニメキャラなど）が描かれる。
船の大きさは様々で、全長1～2メートル程度のものから、長いものでは船を何連も連ね20～50メートルに達するものまである。
精霊船の基本形は前述の通りであるが、近年では印灯篭の「遊び心」が船本体にも影響を及ぼし、船の形をなしていない、いわゆる「変わり精霊船」も数多く見られる（例：ヨット好きの故人→ヨット型、バスの運転士→西方浄土行の方向幕を掲げたバス型など）。

## 精霊流しと爆竹

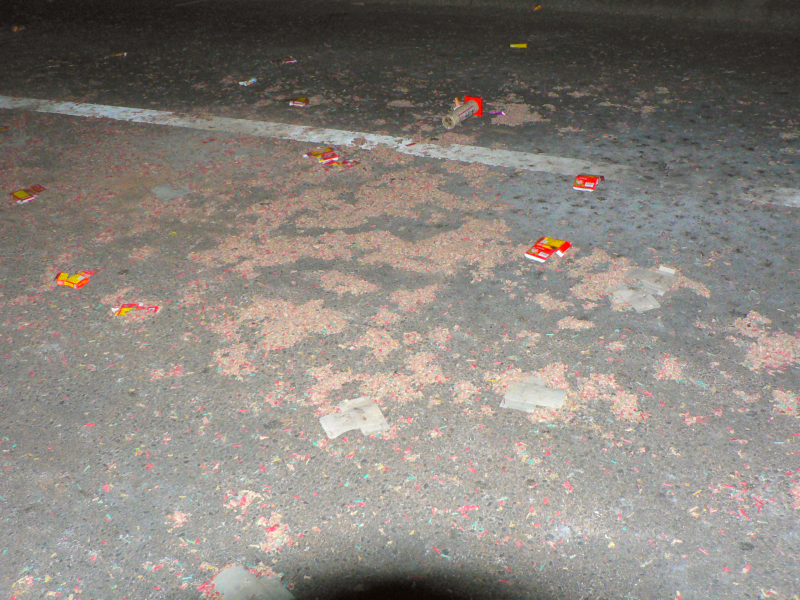
路上に散乱する爆竹

爆竹が精霊流しで使われる由来には諸説あるが、中国の彩船流しの影響が色濃く出ているものとされている。また、流し場までの道行で鳴らされる爆竹は、中国が起源であるなら「魔除け」の意味であり、精霊船が通る道を清めるためとされる。近年ではその意味は薄れ、「とにかく派手に鳴らせばよい」という無思慮な傾向が強まっている。数百個の爆竹を入れたダンボール箱に一度に点火して火柱が上がったりする等、危険な点火行為が問題視されている。観覧者や建物を直撃することが多くあるため、ロケット花火の使用は禁止されている。度を過ぎた爆竹の使用をした場合、各船の花火取扱責任者（事前に精霊流しの花火についての講習を受けた者）に警察から指導が行く場合がある。
伊藤一長が狙撃されて死去したとき、伊藤の精霊流しの際は、爆竹の音が銃声をイメージするとして自粛された。
2022年の精霊流しの日には、走行中の路面電車の直前に、数人組のグループが、多数の爆竹を箱に入れたまま火をつけ、爆竹を撒き散らす危険行為に及ぶ事件が発生している。
2023年の精霊流しの日に、長崎市中心部の3ヵ所で火災が発生し、この中には精霊船1隻も含まれていた。いずれの火災も、爆竹の火花が燃え移ったものと見られている。

## 見物ポイント
長崎市の場合は、長崎放送が中継録画を行う県庁坂通りには数多くの船が流れ、「変わり精霊船」も多く見られる。一方、市役所通り周辺ではもやい船の伝統が残る下町が多く、3連、4連の巨大な精霊船を見物することができる。

## 各自治体による規定
- 道路上での船の作成や、全長2メートル以上の船を流す場合は、所轄の警察署長の道路使用許可が必要。
- 船の大きさは最大で全長10メートル（10メートル以上の場合は10メートル以下の船を連結する）、胴体7メートル、幅2.5メートル、高さ3.5メートル（持ち上げたり担いだりしたときの高さ）。
- 矢火矢（やびや、ロケット花火）、連発花火などの使用禁止。悪質な場合は法律に基づき処罰される。
- 花火を人や車両に向けて使ってはいけない。
- 流し場で取り扱える精霊船の大きさは各所で異なり、大きいものは長崎市であれば大波止など、一部の場所でしか扱えない。
- （長崎市）花火取扱者以外の花火取り扱いは禁止[8]。
- （長崎市）責任者は青、花火取扱者は赤のたすきが必要。このたすきは事前の届け出を行う際に、所轄警察署の署長から交付される[8]。

## 精霊流しに伴う影響
- 精霊流しが行なわれる時間帯は、長崎市中心部を始めとする各所で交通規制が行われ、路線バス各社（長崎バス・県営バス）や市内を走る路面電車は経路を変更する形で運行される。
- 精霊流しの後は自治体が精霊船の処分を行うため、一定期間粗大ごみの搬入が停止される。
- 近年薄暮競走を行うようになった大村競艇場は、最終12競走の本場発売締切時刻を18時40分（2007年8月・2008年8月実績）としているが、精霊流し当日のみ、最終12競走の本場発売締切時刻が18時15分になる（これに伴い、当日各レースの発売締切時刻や、発走時刻等も変更となる）。

## さだまさしと精霊流し
長崎市の人にとっては大変重要な行事であり、長崎出身の歌手さだまさしが聞いた話によれば、1945年（昭和20年）8月9日の長崎市への原子爆弾投下の際には、多くの人が被爆からわずか6日後にある精霊流しを思い、死んでしまったら誰が自分の精霊船を出してくれるのだろうかと気に懸けながら亡くなっていったという。
さだまさしは、自分の従兄の事故死に際して行われた精霊流しを題材にした「精霊流し」を作詞・作曲、1974年（昭和49年）にリリースした（グレープ2作目にして初ヒットにあたる）。曲は大ヒットに至ったが、「精霊流し」のヒットがしめやかなイメージを作り上げてしまったため、観光客が実際の精霊流しを目の当たりにして、あまりのにぎやかさに「歌と違う!」と驚くこともしばしばある。しかし、さだは歌詞の中で「精霊流しが華やかに」と書いており、グレープのファーストアルバム『わすれもの』でも、「精霊流し」のイントロ・アウトロ部分に歓声や鉦の音、爆竹の音を入れており、実際はにぎやかさも描いている。後述する「灯籠流し」などと結びついた一般的な行事の印象がいかに強いかを物語るエピソードとも言える。
なお実際の精霊流しを知らない人から精霊流しが「灯籠流し」であると誤解されていることもある。
さだ自身、2009年（平成21年）の暮れに父親を89歳で亡くしており、翌2010年（平成22年）に親族で精霊船を出した際には地元の各テレビ局が取材しネットワークを通じて全国に配信され、沿道からも多くの人が船を見送った。また2016年（平成28年）春に母親を亡くし、その年に親族で精霊船を出した際は、NHKのドキュメント72時間と日本テレビ系列の遠くへ行きたいなどでその様子が放映された。

## テレビ中継
長崎市の精霊流しは長崎放送（NBC）、テレビ長崎（KTN）の各テレビ局が、深夜に録画放送する。
NHK長崎放送局、長崎国際テレビ（NIB）、長崎文化放送（ncc）は放送しないが、夕方のローカルニュースで取り扱うことがある。以下、2022年の実績。
- 長崎放送は、23:56から24:50まで、再放送は、8月20日15:00から15:54まで『長崎精霊流し2022』と題して放送。
- テレビ長崎は、24:25から25:20まで、再放送は、8月20日13:00から13:55まで『精霊流し2022』と題して放送。